# Torneo Merdeka
El Torneo Merdeka (en malayo: Pestabola Merdeka) es un torneo de fútbol amistoso a nivel internacional en Malasia para conmemorar el Hari Merdeka, torneo que se juega principalmente en el Independence Stadium de la capital Kuala Lumpur. La palabra "Merdeka" en malayo significa independencia.

## Ediciones
| Ed. | Año  | Campeón                           | Marcador       | Finalista                 |
| --- | ---- | --------------------------------- | -------------- | ------------------------- |
| 1   | 1957 | Hong Kong League XI               | Round-robin    | Indonesia                 |
| 2   | 1958 | Federación Malaya                 | Round-robin    | Hong Kong League XI       |
| 3   | 1959 | Federación Malaya                 | Round-robin    | India                     |
| 4   | 1960 | Federación Malaya y Corea del Sur | 0–0            | —                         |
| 5   | 1961 | Indonesia                         | 2–1            | Federación Malaya         |
| 6   | 1962 | Indonesia                         | 2–1            | Pakistán                  |
| 7   | 1963 | Taiwán                            | Round-robin    | Japón                     |
| 8   | 1964 | Birmania                          | 1–0            | India                     |
| 9   | 1965 | Corea del Sur y Taiwán            | 1–1            | —                         |
| 10  | 1966 | Vietnam del Sur                   | 1–0            | Birmania                  |
| 11  | 1967 | Birmania y Corea del Sur          | 0–0            | —                         |
| 12  | 1968 | Malasia                           | 3–0            | Birmania                  |
| 13  | 1969 | Indonesia                         | 3–2            | Malasia                   |
| 14  | 1970 | Corea del Sur                     | 1–0            | Birmania                  |
| 15  | 1971 | Birmania                          | 1–0            | Indonesia                 |
| 16  | 1972 | Corea del Sur                     | 2–1            | Malasia                   |
| 17  | 1973 | Malasia                           | 3–1            | Kuwait                    |
| 18  | 1974 | Malasia                           | 1–0            | Bandera de Corea del Sur  |
| 19  | 1975 | Corea del Sur                     | 1–0            | Malasia                   |
| 20  | 1976 | Malasia                           | 2–0            | Japón                     |
| 21  | 1977 | Corea del Sur                     | 1–0            | Irak                      |
| 22  | 1978 | Corea del Sur                     | 2–0            | Irak                      |
| 23  | 1979 | Malasia y                         | 0–0            | —                         |
| 24  | 1980 | Marruecos                         | 2–1            | Malasia                   |
| 25  | 1981 | Irak                              | 1–0            | São Paulo XI              |
| 26  | 1982 | Santa Catarina XI                 | 3–0            | Ghana                     |
| 27  | 1983 | Buenos Aires XI                   | 2–1            | Argelia                   |
| 28  | 1984 | Corea del Sur                     | 2–0            | Minas Gerais XI           |
| 29  | 1985 | Corea del Sur                     | 7–4 (aet)      | America FC Rio de Janeiro |
| 30  | 1986 | Malasia                           | 3–0            | Checoslovaquia            |
| 31  | 1987 | Checoslovaquia                    | 3–2            | Corea del Sur             |
| 32  | 1988 | Hamburger SV                      | 1–0            | FC Tirol Innsbruck        |
| 33  | 1991 | SK Admira Wacker                  | 3–0            | China U23                 |
| 34  | 1993 | Malasia                           | 3–1            | Corea del Sur             |
| 35  | 1995 | Irak                              | 2–0            | Budapesti Vasas SC        |
| 36  | 2000 | Nueva Zelanda                     | 2–0            | Malasia                   |
| 37  | 2001 | Uzbekistán                        | 2–1            | Bosnia y Herzegovina      |
| 38  | 2006 | Birmania                          | 2–1            | Indonesia                 |
| 39  | 2007 | Malasia U23                       | 3–1            | Birmania                  |
| 40  | 2008 | Vietnam U-22                      | 0–0 (6–5 pen.) | Malasia                   |
| 41  | 2013 | Malasia U23                       | 2–0            | Myanmar U23               |
| 42  | 2023 | Tayikistán                        | 2–0            | Malasia                   |
| 43  | 2024 | Malasia                           | 1–0            | Líbano                    |

## Títulos

### Por Selección
| #  | Equipo               | Títulos | Finales | Total |
| -- | -------------------- | ------- | ------- | ----- |
| 1  | Malasia              | 13      | 8       | 20    |
| 2  | Corea del Sur        | 11      | 3       | 14    |
| 3  | Birmania             | 4       | 5       | 9     |
| 4  | Indonesia            | 3       | 3       | 6     |
| 5  | Irak                 | 2       | 2       | 4     |
| 6  | Taiwán               | 2       | 0       | 2     |
| 6  | Vietnam              | 2       | 0       | 2     |
| 8  | Hong Kong League XI  | 1       | 1       | 2     |
| 8  | Checoslovaquia       | 1       | 1       | 2     |
| 10 | Marruecos            | 1       | 0       | 1     |
| 10 | Nueva Zelanda        | 1       | 0       | 1     |
| 10 | Uzbekistán           | 1       | 0       | 1     |
| 10 | Tayikistán           | 1       | 0       | 1     |
| 14 | India                | 0       | 2       | 2     |
| 14 | Japón                | 0       | 2       | 2     |
| 16 | Pakistán             | 0       | 1       | 1     |
| 16 | Kuwait               | 0       | 1       | 1     |
| 16 | Ghana                | 0       | 1       | 1     |
| 16 | Argelia              | 0       | 1       | 1     |
| 16 | China U23            | 0       | 1       | 1     |
| 16 | Bosnia y Herzegovina | 0       | 1       | 1     |
| 16 | Líbano               | 0       | 1       | 1     |

### Por Equipo o Estado
| # | Club                      | Títulos | Finalista | Total |
| - | ------------------------- | ------- | --------- | ----- |
| 1 | Santa Catarina XI         | 1       | 0         | 1     |
| 1 | Buenos Aires XI           | 1       | 0         | 1     |
| 1 | Hamburger SV              | 1       | 0         | 1     |
| 1 | SK Admira Wacker          | 1       | 0         | 1     |
| 5 | São Paulo XI              | 0       | 1         | 1     |
| 5 | Minas Gerais XI           | 0       | 1         | 1     |
| 5 | America FC Rio de Janeiro | 0       | 1         | 1     |
| 5 | FC Tirol Innsbruck        | 0       | 1         | 1     |
| 5 | Budapesti Vasas SC        | 0       | 1         | 1     |

## Goleadores históricos
| # | Nombre             | Equipo        | Partidos | Goles | Promedio | Ref.  |
| - | ------------------ | ------------- | -------- | ----- | -------- | ----- |
| 1 | Mokhtar Dahari     | Malasia       | 50       | 36    | 0.72     | [ 4 ] |
| 2 | Kunishige Kamamoto | Japón         | 18       | 22    | 1.22     | [ 5 ] |
| 3 | Abdul Kadir        | Indonesia     | 36       | 22    | 0.61     | [ 6 ] |
| 4 | Cha Bum-kun        | Corea del Sur | 34       | 21    | 0.62     | [ 7 ] |
| 5 | Abdul Ghani Minhat | Malasia       | 32       | 19    | 0.60     | [ 8 ] |

## Jugadores Destacados
- Mokhtar Dahari
- Soh Chin Ann
- Abdul Ghani Minhat
- Chow Chee Keong
- P. K. Banerjee
- Chuni Goswami
- Inder Singh
- Sunil Chhetri
- Moosa Ghazi
- Muhammad Umer
- Qayyum Changezi
- Kim Jae-han
- Cha Bum-kun
- Park Sung-Hwa
- Lee Woon-jae
- Kunishige Kamamoto
- Yasuhiko Okudera
- Hiromi Hara
- Abdul Kadir
- Iswadi Idris
- Jakob Kjeldbjerg
- Jacob Laursen
- Suk Bahadur
- Hussein Saeed
- Abedi Pele
- Ryan Nelsen
- Kevin Keegan